# Língua tausug
A língua tausug (ou Tausūg) é uma das línguas austronésias do damo das línguas malaio-polinésias falada  na província (ilha) de Sulu nas Filipinas. É uma das línguas Bisayas, sendo falada também na Malásia e na Indonésia.
A língua usa as escritas Latina e Árabe. Outros nome da língua são Bahasa Sug, Moro Joloano, Sinug, Sulu, Suluk, Tausog, Taw Sug, Taosug, Sooloo, Joloano Sulu, Moro.

## Falantes
- 900 mil nas Filipinas (conf. SIL  2000),em crescimento, sendo 250 mil monolingues.
- 150 mil na Malásia (2000).
- 12 mil na Indonésia (1981 conf. Wurm)

## Geografia
Os falantes das Filipinas estão em Jolo, Sulu, Palawan, Zamboanga e imediações. Na Indonésia vivem no litoral norte de Kalimantan e são imigrantes de Sulu. Na Malásia se localizam em Sabah, nos distritos de Sempurna, Sandakan, Tawau, Lahad Datu, Labuk-Sugut e Kudat, também vindos de Sulu. A língua é aí chamada ‘Suluk’.
São agricultores de arroz, milho, milheto, mandioca, banana, coco,inhame e frutas; há também pescadores e pastores de cabras, gado bovino, búfalos, galináceos. As religiões são o Catolicismo e o Islamismo. A língua é muito usada no comércio entre grupos diversos.
Já há dicionário e programas de rádio desde 1985 – 1998, 50% são alfabetizados tanto os que a têm com primeira, como os de 2ª língua (entre os Mapun, Sama Central, Sama Balangingi, Sama pangutaran, Sama Sul e Yakan das Filipinas.

## Sintaxe
O Tausug é uma língua ergativa-absolutiva que apresenta o número gramatical dual (2ª pessoa) e também o “nós” inclusivo e eclusivo.

### Pronomes
|                     | Absolutivo | Ergativo          | Oblíquo               |
| ------------------- | ---------- | ----------------- | --------------------- |
| 1ª do Singular      | aku        | ku                | kāku'                 |
| 2ª Dual             | kita       | natu', ta         | katu'                 |
| 2ª Singular         | ikaw, kaw  | mu                | kaymu                 |
| 3a Singular         | siya       | niya              | kaniya                |
| 1ª Plural inclusiva | kitaniyu   | natu'niyu, taniyu | kātu'niyu, kātu'natu' |
| 1ª Plural exclusiva | kami       | namu              | kāmu'                 |
| 2ª Plural           | kamu       | niyu              | kaniyu                |
| 3ª Plurall          | sila       | nila              | kanila                |

## Amostra de texto
Transliterado em alfabeto latino
Wayruun tuhan malaingkan ha Allāh, hi Muhammad in rasūl sin Allāh.
Alfabeto árabe
وَيْرُٷنْ تُهَنْ مَلَئِڠْكَن هَ الله هِ مُحَمَّدْ ئِڠ رَسُولْ سِڠ الله
Português
Não há outro deus que não Allah, Muhammad é o mensageiro de Allah.